# Фјодор Јемељаненко
Фјодор Јемељаненко (рус. Фёдор Емельяненко; Рубижне, 28. септембар 1976) јесте руски борац мешовитих борилачких спортова. 

## Биографија
Рођен је као друго дете оца Владимира Јемељаненка, по струци заваривача, и мајке Олге Фјодоровне, по струци учитељице. Његови родитељи 1978. године одлучили су да се преселе из Донбаса, односно источне Украјине у Русију, у град Стариј Оскољ (Белгородска област). 
Фјодоров спортски ентузијазам развио се врло рано, а до рвања је дошао преко џудо и часова самоодбране. Након годину дана тренирања за Фјодоров каријеру почео се бринути тренер Владимир Воронов, који га је учланио у спортску групу. Године 1991. Федор завршава школу и уписује факултет, да би 1994. године добио и диплому. Године 1999. оженио се те је исте године добио и ћерку Машу.

## Борилачка каријера
Фјодор је две године служио у руској војсци, но и даље се активно бавио борилачким спортовима. Са својих 106 килограма и 183 центиметра висине, Фјодор је постао борилачка икона, која је унела страх у кости многим великим именима овог спорта. Данас се Фјодор сматра једним од најбољих ММА бораца свих времена. 
Године 1997. Фјодор је постао првак Русије у џудоу, а 2002. године и светски Самбо првак у тешкој категорији. Године 2001. освојио је турнир «Ринг: Кингс оф Кингс» у тешкој категорији, а 2002. и турнир «Кинг оф Кингс» у апсолутној категорији. 
Године 2004. освојио је «Прајд ФЦ Гран При» у тешкој категорији, а годину дана раније постао је «Прајд ФЦ» првак у тешкој категорији. Током каријере Фјодор је у 23 меча остварио чак 21 победу, али никад није осетио шта значи бити нокаутиран. До 2010. године једини пораз великом борцу нанео је Тсујоши Кохсака, 2000. године, техничким нокаутом због посекотине узроковане ударцем лактом, 17 секунди након почетка борбе у којој Кохсака није имао право да зада ту врсту ударца. Но, руски борац се Кохсаки одужио победивши га 2005. године. Фјодоров десетогодишњи низ побједа који га је по мишљењу многих учинио најбољим ММА борцем у историји, прекинут је у мечу против Фаврисија Вердума, шестог јуна 2010. године, присиљеном предајом у првој рунди услед комбинације полуге на руци и дављења троуглом са леђа. Његов наредни меч планиран је за фебруар 2011, против Антонија Силве, у оквиру Страјкфорс тешкашког турнира.
Почасни председник ММА савеза Србије постао је 2014. године када му је у Панчеву уручена велика повеља.